# Liberální aliance (Dánsko)
Liberální aliance (dánsky Liberal Alliance) je pravicová politická strana v Dánsku. Byla založena v roce 2007. Strana prosazuje klasický liberalismus a libertarianismus, klade tedy vysoký důraz na svobodu jednotlivce. V parlamentních volbách 2022 získala strana 7,9 procenta hlasů a 14 mandátů ve Folketingu.

## Volební výsledky

### Folketing
| Volby | Hlasy   | Hlasy | Mandáty | Mandáty | Pozice | Postavení |
| Volby | Abs.    | %     | Abs.    | ±       | Pozice | Postavení |
| ----- | ------- | ----- | ------- | ------- | ------ | --------- |
| 2007  | 97 295  | 2.8   | 5/179   | ▲5      | ▲7.    | Opozice   |
| 2011  | 176 585 | 5.0   | 9/179   | ▲4      | ▬7.    | Opozice   |
| 2015  | 265 129 | 7.5   | 13/179  | ▲4      | ▲5.    | Vláda     |
| 2019  | 82 228  | 2.3   | 4/179   | ▼9      | ▼10.   | Opozice   |
| 2022  | 278 092 | 7.9   | 14/179  | ▲10     | ▲6.    | Opozice   |